# Wedendorf
Wedendorf este o comună din landul Mecklenburg-Pomerania Inferioară, Germania.